# Suore di Santa Teresa del Bambin Gesù
Le Suore di Santa Teresa del Bambin Gesù (in polacco Zgromadzenie Sióstr Świętej Teresy od Dzieciątka Jezus; sigla C.S.T.) sono un istituto religioso femminile di diritto pontificio.

## Storia

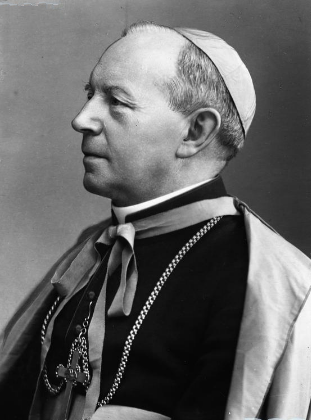
Adolf Piotr Szelążek, fondatore della congregazione

La congregazione fu fondata da Adolf Piotr Szelążek, vescovo di Łuck, che il 1º agosto 1936 fuse in un unico istituto l'Associazione di Cristo Re e l'Unione Teresiana.
A causa dalla scarsità di clero in Volinia, l'istituto si diffuse rapidamente e fu molto attivo; dopo la guerra, a causa dello spostamento dei confini politici, le suore persero le case in diocesi di Łuck e trasferirono la loro attività in altre regioni polacche.
Le sue costituzioni furono approvate dal cardinale Stefan Wyszyński nel 1966.

## Attività e diffusione
Le suore si dedicano all'istruzione e all'educazione cristiana della gioventù e all'apostolato in scuole, parrocchie e associazioni cattoliche.
Oltre che in Polonia, sono presenti in Bolivia, Italia e Ucraina; la sede generalizia è a Podkowa Leśna.
Alla fine del 2015 l'istituto contava 91 religiose in 16 case.